# 나비뼈

두개골의 측면부
1. 이마뼈(Frontal bone)
2. 마루뼈(Parietal bone)
3. 코뼈(Nasal bone))
4. 벌집뼈(Ethmoid bone)
5. 눈물뼈(Lacrimal bone)
6. 나비뼈 (Sphenoid bone)
7. 뒤통수뼈(Occipital bone)
8. 관자뼈(Temporal bone)
9. 광대뼈(Zygomatic bone)
10. 위턱뼈(Maxilla)
11. 아래턱뼈(Mandible)

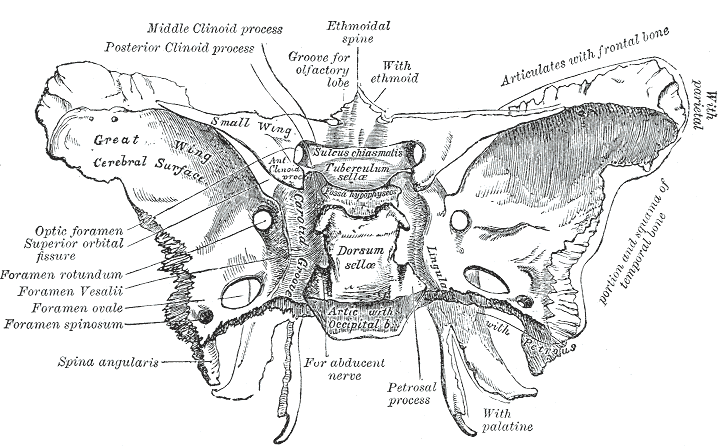
나비를 닮은 모양의 나비뼈

나비뼈 또는 접형골(蝶形骨, 영어: Sphenoid bone)은 머리뼈를 구성하는 뼈의 하나이다. 관자뼈의 앞쪽에 자리잡고 있는 나비 모양의 뼈로, 눈확을 이루는 일곱 개의 뼈 중 하나이다. 나비뼈는 관자뼈 앞쪽에 있어서 관자뼈처럼 두 개처럼 보이지만 좌우의 뼈가 연결된 하나의 뼈이다.

## 관절
나비뼈는 1개의 보습뼈, 1개의 벌집뼈, 1개의 이마뼈, 1개의 뒤통수뼈, 2개의 마루뼈, 2개의 관자뼈, 2개의 광대뼈, 2개의 입천장뼈와 관절한다.